# Тамбовська сільська рада (Романовський район)
Тамбо́вська сільська рада (рос. Тамбовский сельский совет) — сільське поселення у складі Романовського району Алтайського краю Росії.
Адміністративний центр — селище Тамбовський.

## Населення
Населення — 743 особи (2019; 854 в 2010, 987 у 2002).

## Склад
До складу сільської ради входять:
| Населений пункт       | Населення, осіб (2002) | Населення, осіб (2010) |
| --------------------- | ---------------------- | ---------------------- |
| Первомайський, селище | 96                     | 49                     |
| Тамбовський, селище   | 891                    | 805                    |